# Pindad SS2
Pindad SS2  je nadograđena i poboljšana verzija indonezijske jurišne puške Pindad SS1. Naziv Pindad dolazi od tvrtke koja proizvodi ovu pušku (PT Pindad) dok je SS2 kratica naziva: "jurišna puška 2" (indonezijski: "Senapan Serbu 2"). Kao i njena prethodnica SS1, i SS2 je rađen pod licencom belgijske tvrtke Fabrique Nationale. Pušku su strani mediji prvi puta vidjeli tijekom vojnog natjecanja "ASEAN Army Rifles contest" 2006. te na izlaganjima u lokalnim indonezijskim medijima.

## Proizvodnja
Pindad SS2 prva je naručila indonezijska vojska 2002. i 2003. Tada je najavljeno da će projekt izrade puške kao i njena proizvodnja započeti 2005. 150 komada verzije SS2-V4 kupljeno je 2007.

## Dizajn
Skrivač plamena (eng. flashhider) kojime se prikriva pozicija strijelca, temeljen je na američkoj pušci Colt M16A2. Prednja strana Pindada SS2 temeljena je na puškama iz AK obitelji. Također, na pušci se nalazi ručka za nošenje (kao na prvotnim modelima M16).

## Službena upotreba
Osim što su Pindad SS2 koristile razne indonezijske snage sigurnosti, indonezijska vojska je odlučila s 15.000 komada Pindada SS2 zamijeniti postojeći Pindad SS1 (tijekom 2005.), dok je dodatnih 10.000 komada odlučeno uvesti u službu tijekom 2006. godine. 
Bangladeš je izrazio zainteresiranost za kupnju Pindada SS2, nakon što je njihova delegacija obišla urede i proizvodne pogone tvrtke PT Pindad u Indoneziji.

## Inačice
- SS2-V1

Nova automatska puška temeljena na prethodnici SS1, te će biti zamijeniti SS1 u indonezijskoj vojsci nakon ispitivanja koja su provedena od 2003. do 2005. Ovo oružje usvojile su indonezijske snage sigurnosti 2006. SS2-V1 ima ručku za prenošenje koja se može maknuti te na njeno mjesto postaviti optiku. Također, ima i sklopivi kundak.
- SS2-V2

Karabinska inačica modela SS2-V1.
- SS2-V4

Koriste ga indonezijske specijalne snage koje su 2007. kupile 150 komada ovog modela. Ovo je jedini model koji dolazi zajedno s optikom koja je standardni dio opreme ove inačice.
- SS2-V5

Kompaktna inačica modela SS2-V1. Predstavljen je na "Indo Defence & Aerospace" izložbi 2008.

## Korisnici
Indonezija - Indonezijska vojska i policija